# Crushcrushcrush
Crushcrushcrush è un singolo dei Paramore, il terzo estratto dal secondo album della band Riot!. Il singolo ha venduto circa 6,1 milioni di copie, diventando il decimo singolo più venduto a livello mondiale del 2010.
Il brano è disponibile in download nel videogioco Rock Band dall'11 marzo 2008.

## Video musicale
Il video per il brano è stato pubblicato l'11 ottobre 2007. Diretto da Shane Drake, vede la band esibirsi in un deserto.
È stato nominato nella categoria Miglior video rock agli MTV Video Music Awards 2008.

## Tracce
Testi e musiche di Hayley Williams e Josh Farro.
CD
1. Crushcrushcrush

Vinile 1 (UK)
1. Crushcrushcrush
2. Misery Business (Live)

Vinile 2 (UK)
1. Crushcrushcrush
2. For a Pessimist I'm Pretty Optimistic (Live)

## Formazione
- Hayley Williams – voce
- Josh Farro – chitarra, voce secondaria
- Jeremy Davis – basso, cori
- Zac Farro – batteria, percussioni, cori

## Classifiche
| Classifica (2007)         | Posizione massima |
| ------------------------- | ----------------- |
| Regno Unito               | 61                |
| Classifica (2008)         | Posizione massima |
| Brasile                   | 23                |
| Finlandia                 | 4                 |
| Nuova Zelanda             | 32                |
| Portogallo                | 5                 |
| Stati Uniti               | 54                |
| Stati Uniti (alternative) | 4                 |
| Stati Uniti (digital)     | 41                |